# Australische Badmintonmeisterschaft 2016
Die Australische Badmintonmeisterschaft 2016 fand vom 29. Februar bis zum 2. März 2016 in Albert Park statt. 

## Sieger und Platzierte
| Disziplin    | Gold                             | Silber                         | Bronze                         |
| ------------ | -------------------------------- | ------------------------------ | ------------------------------ |
| Herreneinzel | Anthony Joe                      | Ashwant Gobinathan             | Michael Fariman                |
| Herreneinzel | Anthony Joe                      | Ashwant Gobinathan             | Stuart Rowlands                |
| Dameneinzel  | Joy Lai                          | Wendy Chen                     | Louisa Ma                      |
| Dameneinzel  | Joy Lai                          | Wendy Chen                     | Jennifer Tam                   |
| Herrendoppel | Matthew Chau Sawan Serasinghe    | Joel Findlay Jeff Tho          | Devendra Herath Tom Thomas     |
| Herrendoppel | Matthew Chau Sawan Serasinghe    | Joel Findlay Jeff Tho          | Rizwan Azam Michael Fariman    |
| Damendoppel  | Setyana Mapasa Gronya Somerville | Talia Saunders Ann-Louise Slee | Elena Kwok Akane Sekiba        |
| Damendoppel  | Setyana Mapasa Gronya Somerville | Talia Saunders Ann-Louise Slee | Malvika Hemanth Tiffany Ho     |
| Mixed        | Sawan Serasinghe Setyana Mapasa  | Robin Middleton Leanne Choo    | Joel Findlay Nhi Phung         |
| Mixed        | Sawan Serasinghe Setyana Mapasa  | Robin Middleton Leanne Choo    | Matthew Chau Gronya Somerville |